# Libertas San Saba
Libertas San Saba is een Italiaanse vrouwenhockeyclub uit Rome.
De club werd in 1968 opgericht en is een van de succesvolste vrouwenclubs van Italië en op de club spelen zo gezegd uitsluitend vrouwen. Voor herenhockey is men aangewezen op het bevriende HC Roma, dat eveneens veel kampioenschappen won.
De dames hebben negen maal het landskampioenschap (Scudetti) gewonnen.